# Ordning (biologi)

Det hierarkiska systemet i biologin

Ordning är en grupp inom den biologiska systematiken och en undergrupp till de biologiska klasserna. Ordningen består i sin tur av en eller flera familjer, vilka delas in i släkten och arter.

## Olika nivåer av ordningar
När en grupp av organismer behöver delas in på flera olika nivåer mellan familj och klass kan flera varianter av ordningsbegreppet användas. Ordnade från högsta till lägsta nivå:
- Magnordning
- Överordning
- Ordning
- Underordning
- Infraordning
- Parvordning

Dessa nivåer används inte inom all klassificering utan kan användas för att beskriva stora ordningar eller ordningar som har tydliga undergrupperingar i något avseende.